# Barraca IX (Aiguamúrcia)
La Barraca IX és una obra d'Aiguamúrcia (Alt Camp) inclosa a l'Inventari del Patrimoni Arquitectònic de Catalunya.

## Descripció
És una gran construcció de planta rectangular, exempta i orientada al Sud. La seva cornisa és horitzontal i la seva coberta ha estat, malauradament, enrajolada. Presenta un portal capçat amb un arc dovellat, i en el seu lateral esquerra hi veurem uns pujadors per accedir a la coberta. La barraca està fermament tancada amb una porta, motiu pel qual no es pot donar raó del seu interior.
La seva façana frontal amida: alçada 3'12m. Amplada 6'40m.